# Welcome 2 My Nightmare
Welcome 2 My Nightmare je šestadvacáté studiové album amerického zpěváka Alice Coopera, které vyšlo 13. září 2011. Jeho producentem byl Bob Ezrin.

## Seznam skladeb
| Pořadí | Název                        | Autor                                                                       | Délka |
| ------ | ---------------------------- | --------------------------------------------------------------------------- | ----- |
| 1.     | I Am Made of You             | Alice Cooper, Bob Ezrin, Desmond Child                                      | 5:32  |
| 2.     | Caffeine                     | Cooper, Ezrin, Tommy Henriksen, Keith Nelson                                | 3:23  |
| 3.     | The Nightmare Returns        | Cooper, Ezrin                                                               | 1:14  |
| 4.     | A Runaway Train              | Cooper, Ezrin, Dennis Dunaway                                               | 3:51  |
| 5.     | Last Man on Earth            | Cooper, Ezrin, Piggy D, David Spreng                                        | 3:47  |
| 6.     | The Congregation             | Cooper, Ezrin, Henriksen                                                    | 3:59  |
| 7.     | I'll Bite Your Face Off      | Cooper, Ezrin, Henriksen, Neal Smith                                        | 4:25  |
| 8.     | Disco Bloodbath Boogie Fever | Cooper, Ezrin, Henriksen                                                    | 3:35  |
| 9.     | Ghouls Gone Wild             | Cooper, Ezrin, Henriksen                                                    | 2:33  |
| 10.    | Something to Remember Me By  | Cooper, Dick Wagner                                                         | 3:16  |
| 11.    | When Hell Comes Home         | Cooper, Ezrin, Michael Bruce                                                | 4:29  |
| 12.    | What Baby Wants              | Cooper, Ezrin, Henriksen, Kesha                                             | 3:43  |
| 13.    | I Gotta Get Outta Here       | Cooper, Ezrin, Patterson Hood                                               | 4:20  |
| 14.    | The Underture                | Cooper, Ezrin, Henriksen, Child, Wagner, Jeremy Rubolino, Kelly Jay Fordham | 4:37  |

## Obsazení
- Alice Cooper – zpěv, harmonika
- Chuck Garric – baskytara
- Tommy Henriksen – kytara
- Michael Bruce – kytara, klávesy, doprovodné vokály
- Dennis Dunaway – baskytara, doprovodné vokály
- Neal Smith – bicí, perkuse, doprovodné vokály
- Steve Hunter – kytara
- Keith Nelson – kytara, doprovodné vokály
- Dick Wagner – kytara
- Tommy Denander – kytara
- Vince Gill – kytara
- Ke$ha – zpěv
- Rob Zombie – doprovodné vokály, hlas
- John 5 – kytara
- Piggy D – baskytara
- David Spreng – bicí
- Kip Winger – doprovodné vokály
- Patterson Hood – kytara
- Damon Johnson – kytara
- Keri Kelli – kytara
- Jimmy DeGrasso – bicí
- Pat Buchanan – kytara
- Vicki Hampton – doprovodné vokály
- Wendy Moten – doprovodné vokály
- Scott Williamson – bicí
- Jimmie Lee Sloas – baskytara